# Mohamed Benkhemassa
Mohamed Benkhemassa (Orano, 28 giugno 1993) è un calciatore algerino, centrocampista dell'MC Alger.

## Carriera

### Nazionale
È stato convocato per le Olimpiadi del 2016 dove ha disputato due partite.

## Palmarès

### Club

#### Competizioni nazionali
- Campionato algerino: 2

USM Alger: 2015-2016, 2018-2019